# Fidji aux Jeux olympiques d'été de 1972
Les Fidji participent aux Jeux olympiques d'été de 1972 qui se déroulent du 26 août au 11 septembre 1972 à Munich en Allemagne. Il s'agit de leur quatrième participation à des Jeux d'été. La délégation fidjienne est représentée par des athlètes en athlétisme seulement.
Les Fidji font partie des pays qui ne remportent pas de médaille au cours de cet événement sportif.

## Résultats

### Athléisme
Hommes
| Athlète        | Épreuve         | Séries         | Séries   | Quarts de finale | Quarts de finale | Demi-finale | Demi-finale | Finale   | Finale |
| Athlète        | Épreuve         | Résultat       | Rang     | Résultat         | Rang             | Résultat    | Rang        | Résultat | Rang   |
| -------------- | --------------- | -------------- | -------- | ---------------- | ---------------- | ----------- | ----------- | -------- | ------ |
| Samuela Yavala | 400 m           | 47 s 76        | 6e (NQ)  | NC               | NC               | NC          | NC          | NC       | NC     |
| Usaia Sotutu   | 5 000 m         | 15 min 24 s 20 | 58e (NQ) | NC               | NC               | NC          | NC          | NC       | NC     |
| Usaia Sotutu   | 10 000 m        | /              | DNF      | NC               | NC               | NC          | NC          | NC       | NC     |
| Usaia Sotutu   | 3 000 m steeple | 9 min 12 s     | 12e (NQ) | NC               | NC               | NC          | NC          | NC       | NC     |